# Refrontolo
Refrontolo település Olaszországban, Veneto régióban, Treviso megyében. Lakosainak száma 1711 fő (2023. január 1.). Refrontolo Cison di Valmarino, Pieve di Soligo, San Pietro di Feletto, Susegana és Tarzo községekkel határos.

## Népesség
A település népességének változása:
| Lakosok száma | 1739 | 1732 | 1711 |
|               | 2017 | 2018 | 2023 |